# 埃利奥·莫里莱
埃利奥·莫里莱（義大利語：Elio Morille，1927年9月7日—1998年6月21日），意大利男子赛艇运动员。他曾代表意大利参加1948年和1952年夏季奥林匹克运动会赛艇比赛，其中1948年奥运会获得一枚金牌。